# Självständiga demokratiska serbiska partiet

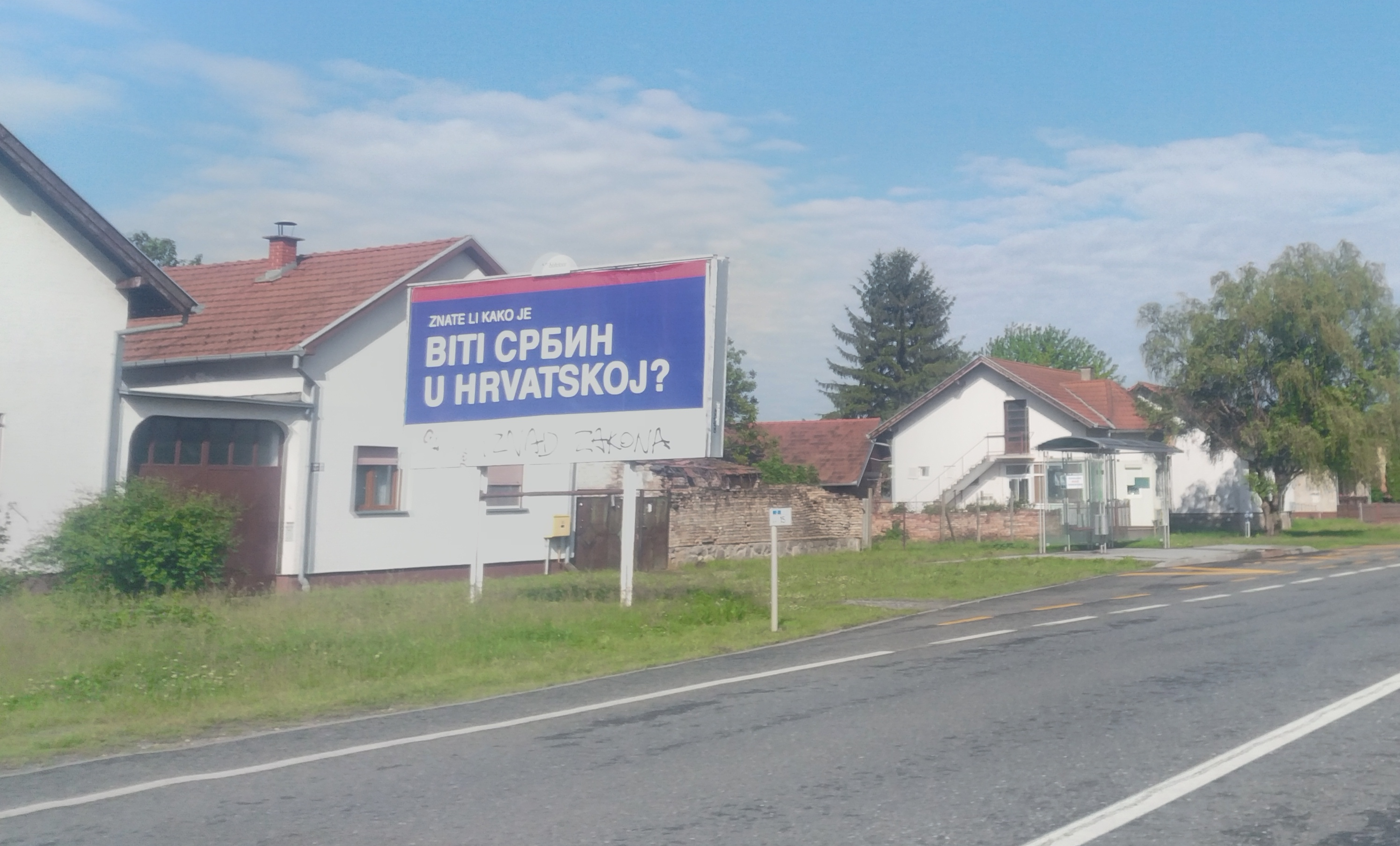

Självständiga demokratiska serbiska partiet (kroatiska: Samostalna demokratska srpska stranka, förkortat SDSS; serbiska: Самостална демократска српска странка, förkortat СДСС) är ett politiskt parti i Kroatien som värnar om den serbiska minoritetens intressen. Partiet grundades år 1997 och har (2010) tre mandat i det kroatiska parlamentet Sabor. Partiordförande är Vojislav Stanimirović.